# Janez Slapar
Janez Slapar [jánez slápar], slovenski general, veteran vojne za Slovenijo, * 26. september 1949, Tržič.
General Slapar se je zapisal v slovensko vojaško zgodovino kot načelnik RŠTO med slovensko osamosvojitveno vojno leta 1991 in kot nosilec najvišjega čina SV. Slapar je trenutno predsednik strelske zveze Slovenije.

## Vojaška kariera
- načelnik RŠTO (1991)

## Odlikovanja in priznanja
- red generala Maistra 1. stopnje z meči (27. december 1991)
- spominski znak Obranili domovino 1991
- spominski znak Načelnik Republiškega štaba TO 1991 (23. junij 1998)
- spominski znak Premiki 1991 (23. september 1997)
- spominski znak Republiška koordinacija 1991[1]